# ایستگاه ساگامی-اونو
ایستگاه ساگامی-اونو (انگلیسی: Sagami-Ōno Station) یکی از ایستگاه‌های خط اوداکیو-اوداوارا و خط اوداکیو انوشیما است.